# Diego Ifrán
Diego Ifrán Sala (ur. 8 czerwca 1987 w Montevideo) – urugwajski piłkarz. Obecnie występuje w Realu Sociedad.

## Kariera klubowa
Ifrán rozpoczął karierę w Fénixie Montevideo, gdzie grał w latach 2006-2008. W 2008 roku podpisał kontrakt z Danubio.
W lipcu 2010 poleciał do Hiszpanii na testy medyczne, które miały zadecydować o jego transferze do Realu Sociedad. W sierpniu 2010 roku podpisał pięcioletni kontrakt z baskijskim klubem. W marcu 2014 został wypożyczony do Deportivo La Coruña.